# Altica tsharynensis
Altica tsharynensis es una especie de  coleóptero de la familia Chrysomelidae. Fue descrita científicamente por primera vez en 1921 por Ogloblin.